# Juan Pascual Pringles
Juan Pascual Pringles (17 de maig de 1795 - 10 de març de 1831) va ser un destacat cap militar a les guerres d'independència hispanoamericanes, amb rang de coronel, i més tard dirigent del Partit Unitari Argentí.

## Biografia
Pringles va néixer a San Luis el 17 de maig de 1795. Des de 1811 fins a 1814 va treballar a Mendoza abans d'unir-se a una milícia el 1815. El 1820 es va unir al Regiment de Granaders Muntats i va marxar cap al Perú com a part d'un cos expedicionari d'alliberadors i en arribar va lluitar en moltes batalles importants, incloses la Batalla de Junín i la Batalla d'Ayacucho. El 1829 va tornar a Buenos Aires, i aviat es va veure implicat en les guerres civils entre el Partit Unitari i els Federalistes.
Va morir en la batalla a Chañaral de las Ánimas contra les forces de Facundo Quiroga el 10 de març de 1831. En lloc de lliurar la seva espasa al subordinat de Quiroga i no al general en persona, la va trencar per la meitat abans de ser afusellat. Més tard, Quiroga va increpar el soldat que va prendre la vida de Pringles sense consultar-lo.

## Pringles a l'Argentina moderna
Avui, la plaça principal de la capital provincial de San Luis porta el nom de plaça Pringles en honor seu, i també compta amb una estàtua eqüestre seva. Una petita plaça del centre de Rosario també s'anomena plaça Pringles.
El partido i la ciutat de Coronel Pringles a la província de Buenos Aires reben el nom de Pringles, així com diversos carrers de Buenos Aires, San Luis, Quilmes i altres ciutats.